# Crusea calocephala
Crusea calocephala är en måreväxtart som beskrevs av Dc.. Crusea calocephala ingår i släktet Crusea och familjen måreväxter. Inga underarter finns listade i Catalogue of Life.